# مايكل هاردن
مايكل هاردن (بالإنجليزية: Michael Harden)‏ هو لاعب كرة قدم أمريكية أمريكي، ولد في 21 أكتوبر 1981 في كانساس سيتي في الولايات المتحدة.

## وصلات خارجية
- مايكل هاردن على موقع مرجع كرة القدم المحترفة.كوم (الإنجليزية)